# La canzone delle mosche/Valzer della fisarmonica
La canzone delle mosche/Valzer della fisarmonica è il quinto singolo a 78 giri inciso dal Trio Lescano, pubblicato nel 1936 dalla Parlophon.

## Descrizione
In entrambe le canzoni il Trio è accompagnato dall'Orchestra Cetra diretta dal Maestro Pippo Barzizza.

## I brani

### La canzone delle mosche
Il brano è scritto da Giulio Avanzi ed Enrica Maria Avanzi per il testo e da Egidio Storaci per la musica, che è un fox.

### Valzer della fisarmonica
Come si evince dal titolo, si tratta di un valzer scritto da Eldo Di Lazzaro; il testo è di Bruno Cherubini (fratello del più noto Bixio Cherubini, che si firma sull'etichetta C. Bruno.

## Tracce
1. La canzone delle mosche
2. Valzer della fisarmonica